# 台湾灰麝鼩
台湾灰麝鼩（学名：Crocidura tanakae），一种分布于中国南方及臺灣、越南、老挝等地区的小型哺乳动物，隶属于鼩鼱科麝鼩属。

## 分类地位
本种由日本学者黑田长礼于1938年描述发表后，一直被视为灰麝鼩（Crocidura attenuata）的亚种或同物异名。2001年，学者通过染色体多态性研究将本种提升为独立物种。

## 形态特征
台湾灰麝鼩头体长66～78毫米，尾长51～56毫米。通体为灰褐色，腹面颜色稍淡为浅灰色。剃毛较密而蓬松。眼小，外耳壳较为明显。